# Orthonopias triacis
Genre
Espèce
Orthonopias triacis est une espèce de poissons marins de la famille des Cottidae. C'est la seule espèce de son genre Orthonopias (monotypique).